# Geinula
Geinula es un género de insecto coleóptero de la familia Chrysomelidae.

## Especies
Las especies de este género son:
- Geinula antennata (Chen, 1961)
- Geinula coeruleipennis Chen, 1987
- Geinula jacobsoni (Ogloblin, 1936)
- Geinula longipilosa Chen, 1987
- Geinula nigra (Gressitt & Kimoto, 1963)
- Geinula rugipennis Chen, 1987
- Geinula similis Chen, 1987
- Geinula trifoveolata Chen, 1987